# Philothamnus thomensis
Philothamnus thomensis är en ormart som beskrevs av Bocage 1882. Philothamnus thomensis ingår i släktet Philothamnus och familjen snokar. Inga underarter finns listade i Catalogue of Life.
Denna orm förekommer endemisk på ön São Tomé. Honor lägger ägg.